# Marjasaaret (ö i Norra Savolax)
Marjasaaret är en ö i Finland. Den ligger i sjön Juojärvi och i kommunen Tuusniemi i den ekonomiska regionen  Nordöstra Savolax ekonomiska region  och landskapet Norra Savolax, i den sydöstra delen av landet, 300 km nordost om huvudstaden Helsingfors. Öns area är 1,3 hektar och dess största längd är 250 meter i sydöst-nordvästlig riktning.  Notera att namnet antyder att det är fråga om flera öar.